# Полубочки (Дятловский район)
Полу́бочки (бел. Палубачкі) — деревня в Дятловском сельсовете Дятловского района Гродненской области Белоруссии. По переписи населения 2009 года в Полубочках проживало 12 человек.

## География
Полубочки расположены в 8 км к югу от Дятлово, 144 км от Гродно, 7 км от железнодорожной станции Новоельня.

## История
В 1878 году Полубочки — деревня в Дворецкой волости Слонимского уезда Гродненской губернии (20 дворов, хлебный магазин). В 1880 году в Полубочках проживало 30 человек.
Согласно переписи населения 1897 года в Полубочках насчитывалось 26 домов, проживало 146 человек. В 1905 году — 182 жителя.
В 1921—1939 годах Полубочки находились в составе межвоенной Польской Республики. В сентябре 1939 года Полубочки вошли в состав БССР.
В 1996 году Полубочки входили в состав колхоза «Нива». В деревне насчитывалось 15 дворов, проживало 22 человека.

## Достопримечательности
Вблизи д. Полубочки размещён один из тригонометрических пунктов памятника XIX века «Дуга Струве» — Геодезический пункт «Тарасовцы». Пункт представляет квадратную насыпь с бетонными столбами и вмурованными табличками «Геодезический знак. Охраняется государством».